# 潜水
潜水（せんすい）とは、水の中に完全に体を沈めることである。現在では、水中で行う活動、もしくはその手段を指すことが多い。

## 潜水の方法
1. スキンダイビング ： フリーダイビング
2. スクーバダイビング ： テクニカルダイビング・洞窟潜水
3. 送気式潜水 ： フーカー潜水・ヘルメット潜水
4. 大気圧潜水 ： 人が大気圧で潜水すること。大気圧潜水器と呼ばれる装置で潜水する。大気圧潜水器は水圧から人体を保護するため金属で出来ており、この装置が大きくなれば潜水艦で、より小型のものは潜水艇、個人用では大気圧潜水服である。減圧症や圧外傷、空気塞栓症等の潜水に伴う疾患がなく安全だが、他の潜水方法に比べ、身体の行動が著しく低下する。
5. 飽和潜水 ： 高圧環境への曝露下での大深度潜水を実現するための技術。

## テクニック
- ナイトダイビング（英語版） -　夜間の暗闇でのダイビング

道具
- ダイバーズウォッチ
- ダイブコンピューター（英語版）
- ダイビングショット（英語版）
- ダイビングシリンダー（英語版）(酸素ボンベ)
- 浮力補償装置
- ダイビングナイフ
- リブリーザー
- ダイブライト（英語版）
- 水中ノート

移動用
- Towboard（英語版） ‐ 水中の人が捕まってボートなどから曳航できるボード。
- 水中スクーター

## 潜水作業者

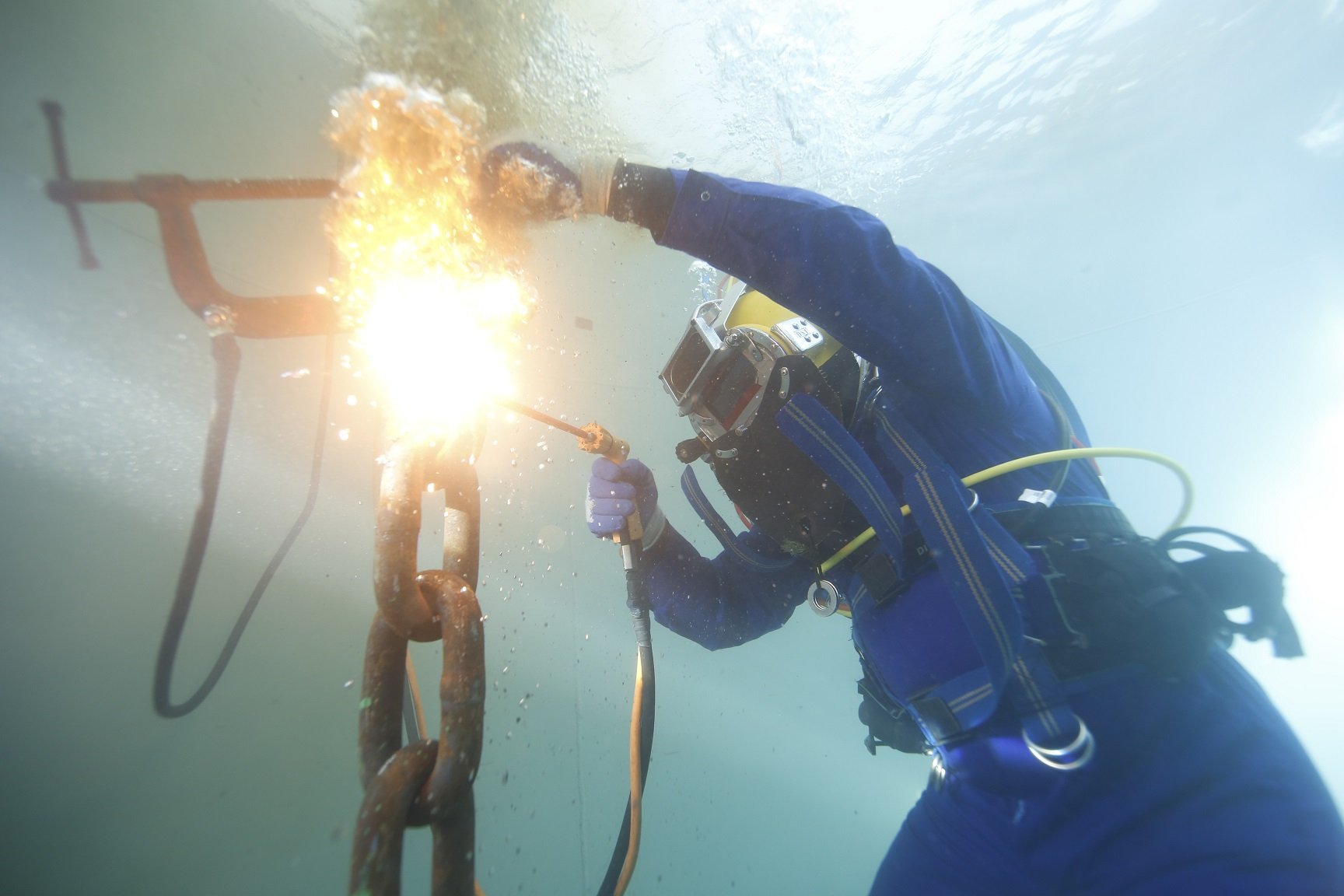
水中での溶接・切断作業

- スピアフィッシング - 素潜りによって、銛を使用する漁法。
- 海人（海士）
- 海女
- フロッグマン - 軍隊の水中工作員
- スポンジダイビング（英語版） ‐ スポンジを採取する潜水作業者。少なくとも古代ギリシア時代から行われている。
- パールハンティング（英語版） ‐ 真珠の養殖技術確立まで、ダイビングによって採取が行われていた。
- アクアノート (潜水作業者)（英語版） ‐ 24時間以上、海中居住施設などの潜水環境にいる人間。

## 備考
- 日本における記述上の生身での潜水記録としては、『日本書紀』允恭天皇（5世紀代）の治世に、天皇の命で海底の真珠を取るため、阿波国長邑出身の海人・男狭磯（おさし、長国造族）という人物が60尋（100メートル以上）の縄を付けて潜水し、真珠を取って浮上するも、そのまま息絶えたと記述される。

### 生体反応
- 潜水中の人体における生理学（英語版）
- 潜水中の生理学（英語版） - 潜水する動物の生理学。
- 潜水反射（英語版）
- 冷水ショック（英語版）（コールドショック）
- 減圧症